# Canal de Kaltimo
Le canal de Kaltimo (finnois : Kaltimon kanava) est un canal situé à Joensuu en Finlande.

## Description
Le canal de 1700 m de long, construit en 1876-1879 et rénové en 1956-1959, fait parie de la voie navigable de Pielinen.
Les dimensions autorisées des bateaux sont (longueur 80,0 m x largeur 11,8 m x tirant d'eau  2,4 m x hauteur 10,5 m).
L'utilisation du canal est gérée depuis le centre de contrôle à distance du canal de Joensuu.